# White Christmas Blues
White Christmas Blues, es el 8º episodio de la vigesimoquinta temporada de la serie animada Los Simpson, y el 538 de la misma. Fue escrito por Don Payne y dirigido por Steven Dean Moore, y se emitió en Estados Unidos el 15 de diciembre de 2013 por FOX. En este episodio, Marge pone un motel en su casa. Mientras Lisa busca regalos de Navidad que "salgan del corazón".

## Sinopsis
Lisa y Bart ven a Kent Brockman anunciar que el calentamiento global hará que no haya nieve en Navidad. Dos semanas antes de Navidad, una ola de calor golpea Springfield. Pero, hay nieve en la ciudad. El profesor Frink trata de explicar el origen de la nieve diciendo que se debía la mezcla de los vapores de la Central Nuclear de Springfield y el humo de la pila de neumáticos en llamas, mientras que el alcalde Joe Quimby llama a la ciudad un atractivo turístico por su nieve, ya que era la única ciudad de Estados Unidos que la poseía. 
Marge se siente triste porque no podía pagar la Navidad, ya que todo había aumentado. Entonces, decide poner un motel en su casa. Mientras Bart y Homer atienden sus funciones en el motel, Marge se pone cada vez más molesta por las peticiones de los turistas y se vuelve irascible hacia ellos. En Nochebuena, su ira estalla y confiesa que, por ejemplo, su vino con especias es Gatorade que calentó en el microondas, su muérdago son cerezas y lechuga, y que su pudín sería comercial. Todos los inquilinos se ofenden y se enojan.
El 26 de diciembre, luego de Navidad, Marge se disculpa con los alquiladores y les agradece por venir. Parece que ellos continúan enojados, pero comienzan a cantarle We Wish You a Merry Christmas. 
Mientras tanto, Lisa intenta encontrar regalos para su familia que no sean costosos y "salgan del corazón". A Lisa le regalan una bata de hechicera de Angelica Button y una varita mágica. Pero a nadie le gustan los regalos de Lisa (tres paquetes de semillas de rávanos para Homer, un libro para Bart y "parches de chupete" para Maggie). Durante la noche, ve que Bart estaba quemando su presente por lo que se enfada. Pero luego se da cuenta de que su hermano tenía razón y vende su regalo para comprarle una Tableta.

### Créditos
Durante los créditos, aparecen las matrículas de otros estados con las que Marge se había asombrado.